# ASK Karditsas B.C.
ASK Karditsas B.C., o Athlitikos Syllogos Karditsas (en griego: Α.Σ.Κ. Καρδίτσας K.A.E.) es un equipo de baloncesto griego con sede en Karditsa, que disputa la competición de la A1 Ethniki. Disputa sus partidos como local en el Ioannis Bourousis Karditsa New Indoor Arena, con capacidad para 3007 espectadores.

## Historia
ASK Karditsas se fundó en su forma actual en 2006, como resultado de una fusión entre los clubes Α.S. Karditsas 21st Century y Amila Karditsas. Ambos clubes se formaron a partir de fusiones anteriores. A.S. Karditsas 21st Century se formó a partir de una fusión entre Aiada Karditsas y Sports Club Karditsas, mientras que Amila Karditsas se formó a partir de una fusión entre G.S. Karditsas (donde el conocido jugador griego Ioannis Bourousis comenzó a jugar baloncesto en equipos juveniles), Anagennisi Karditsas y Amila Karditsas. Como resultado, generalmente se considera que el club actual incorpora la historia y tradición de todos los clubes anteriores.
El club jugó en la C Ethniki, el cuarto nivel del baloncesto griego, durante la temporada 2014-15. Fue ascendido a la B Ethniki, el tercer nivel, para la temporada 2016-17, ascendiendo de nuevo la temporada siguiente a la A2 Ethniki.
En la temporada 2021-22 el ASK Karditsas ganó la A2 Ethniki, consiguiendo el ascenso directo a la A1 Ethniki, nivel en el que debutó en la temporada 2022-23.

## Posiciones en Liga
| Temporada | Nivel | División   | Pos. | G–P   | Copa de Grecia | Competiciones europeas | Competiciones europeas |  |
| --------- | ----- | ---------- | ---- | ----- | -------------- | ---------------------- | ---------------------- |  |
| 2014–15   | 4     | C Ethniki  | 8.º  | 12–14 |                |                        |                        |  |
| 2015–16   | 4     | C Ethniki  | 2.º  | 20–2  |                |                        |                        |  |
| 2016–17   | 3     | B Ethniki  | 2.º  | 24–6  |                |                        |                        |  |
| 2017–18   | 2     | A2 Ethniki | 10.º | 14–16 |                |                        |                        |  |
| 2018–19   | 2     | A2 Ethniki | 4.º  | 17–15 |                |                        |                        |  |
| 2019–20   | 2     | A2 Ethniki | 5.º  | 11–10 |                |                        |                        |  |
| 2020–21   | 2     | A2 Ethniki | 8.º  | 10–10 |                |                        |                        |  |
| 2021–22   | 2     | A2 Ethniki | 1.º  | 24–4  |                |                        |                        |  |
| 2022–23   | 1     | A1 Ethniki |      |       |                |                        |                        |  |